# Alice Tepper Marlin
Alice Tepper Marlin (* 10. August 1944 in Rumson, New Jersey), selten auch Alice Tepper-Marlin, ist eine US-amerikanische Wirtschaftswissenschaftlerin. 1990 erhielt sie den Right Livelihood Award.

## Leben
Geboren 1944 in der Kleinstadt Rumson in New Jersey, besuchte Tepper Marlin zunächst die Rumson Grammar School und danach die private Baldwin School in Bryn Mawr. 1966 schloss sie ihr Studium am Wellesley College mit dem Hauptfach Wirtschaftswissenschaft ab. Anschließend machte Tepper Marlin einen Hochschulabschluss an der Graduate School of Business Administration der New York University, der späteren Stern School of Business. Nach dem Abschluss ihres Studiums nahm Tepper Marlin eine Stelle als Wertpapieranalystin an der Wall Street an, bei der Investmentbank Burnham & Co. (siehe Drexel Burnham Lambert). 1968 wurde sie beauftragt, für einen Pensionsfonds aus Boston ein Portfolio zusammenzustellen, mit der Bedingung, dass nur Unternehmen enthalten sein sollten, die nicht vom damals herrschenden Vietnamkrieg profitierten. Bei der Aufstellung hatte sie Schwierigkeit, da solche Informationen nur schwer erhältlich waren. Tatsächlich konnte sie am Ende aber ein fertiges Portfolio zusammenstellen. Danach fragten mehrere hundert andere Institutionen an, ob sie diese Datensammlung ebenfalls nutzen könnten. Tepper Marlin kündigte anschließend ihre Anstellung und gründete 1969 das Council on Economic Priorities (CEP), dem sie als Präsidentin und Geschäftsführerin vorstand.
Das CEP setzte an dem Interesse an Unternehmensverantwortung an und forschte, unter maßgeblicher Leitung von Tepper Marlin, in den nächsten Jahrzehnten zu Fragen des Social Investment und des ethischen Investments. In Ergänzung zum Thema der Unternehmensverantwortung beschäftigten sich die Arbeiten des Institutes auch mit den Auswirkungen von Fragestellungen der nationalen Sicherheit, Energie und Umwelt. Zunächst weitgehend auf die Wall Street konzentriert, erweiterte das Institut Ende der 1980er seine Untersuchungsgruppe auf die gesamte Gesellschaft. Aus den Forschungen resultierten verschiedene Studien und Bücher, die weitgehend von Tepper Marlin herausgegeben wurden. Der Konsumentenratgeber Shopping for a Better World (1991) wurde zu einem Bestseller und erregte eine große mediale Aufmerksamkeit. 1997 gründete Tepper Marlin mit dem CEP die Council on Economic Priorities Accreditation Agency, die 2001 in Social Accountability International (SAI) umbenannt wurde. Diese Agentur begründete den SA8000-Standard in Sachen Unternehmensverantwortung. Anfang der 2000er zog sich Tepper Marlin von der Leitung des CEP zurück und konzentrierte sich danach auf die Führung des SAI. 2007/08 kehrte Tepper Marlin an die Stern School of Business zurück, wo sie Gastprofessorin für Märkte, Ethik und Recht war.
Tepper Marlin lebt mit ihrem Ehemann John Tepper Marlin in New York City; die beiden sind Eltern zweier Kinder.

## Auszeichnungen (Auswahl)
- 1990: Ehrendoktorin des Pine Manor College[5]
- 1990: Right Livelihood Award „für das Aufzeigen der Richtung, in die sich die westliche Wirtschaft entwickeln muss, um das Wohl der Menschheit zu fördern“[1]
- 1999: Alumnae Achievement Award des Wellesley College[3]

## Werke (Auswahl)
- Alice Tepper Marlin, Council on Economic Priorities (Hrsg.): Shopping for a better world : a quick and easy guide to socially responsible supermarket shopping. Ballantine Books, New York 1992, ISBN 0-345-37083-X.